# Вампука

Сцена из оперы

Вампу́ка — выражение, обозначающее трафаретные, шаблонные, исключительно банальные и нелепые ходы в оперных постановках, а также сами оперы, написанные по подобным шаблонам. В определённой мере является аналогом выражения «развесистая клюква» в литературе и распространившегося несколько позже слова «халтура» (в значении «неряшливая, непрофессиональная работа»; примерно в те же годы бытовало в том же значении выражение «театр купца Епишкина», по названию сатирического водевиля Е. А. Мировича).

## Этимология
Слово происходит от названия одноактной оперы-пародии «Вампука, невеста африканская, образцовая во всех отношениях опера» (1909) на музыку В. Г. Эренберга, либретто его же по фельетону А. Манценилова (князя М. Н. Волконского). Источник слова — известный в конце XIX — начале XX века анекдот о том, как воспитанницы Смольного института, приветствуя принца Ольденбургского, спели ему на мотив из Мейербера: «Вам пук, вам пук, вам пук цветов подносим…», — и одна дама приняла словосочетание за имя.

Вот о чём хочу сказать: о рождении в моей квартире пресловутой «Вампуки». Автор её — Михаил Николаевич Волконский. Я не раз с ним возмущался «условностями» сцены. Стремясь к отсутствию кривлянья и гримасничанья на сцене, мы всё время преследовали то жеманство, что пышным цветом расцветало даже на образцовых сценах и более всего в опере. Волконский много раз говорил мне: «Надо написать такой гротеск, чтобы раз навсегда было убито это манерничанье». «Вампука» написана им сразу, но подготовлялась к рождению много лет. Само происхождение имени героини таково. У нас бывала родственница жены, институтка, уже не первой молодости, наивничавшая иногда, искренне или не искренне — не в этом дело. Раз Волконский рассказывал, как чествовали в Смольном институте престарелого герцога Ольденбургского, и хор воспитанниц с цветами пел ему на известный мотив из «Роберта-Дьявола»: «Вам пук, вам пук, вам пук цветов подносим…» Она его спросила: «Разве есть такое имя — Вампук?» Сначала никто не понял. Но потом сообразили, что девица слила два слова в имя собственное. Волконский ответил ей: «Неужели вы не знаете: Вампук — это употребительное имя. И женское есть. Вампука. Очень звучные имена». Тут его осенило. Обращаясь ко мне, он прибавил: «Эврика! Имя для героини пародии найдено: оно будет Вампука». Так создалось это прозвище, ставшее крылатым, и теперь ничем уже не вытравить его из театрального обихода. Так создаются вековечные термины. От Вампуки пошло наречие — вампукисто, и даже образовался глагол — навампучить.
— Пётр Петрович Гнедич. Книга жизни. Воспоминания. — Л.: Прибой, 1929
Опера высмеивала нелепые условности и махровые штампы в оперных спектаклях — затянутость действия, расчленение слов и повторы отдельных слогов, теряющих всякий смысл, доведённые до абсурда условности сюжета (так, главный герой притворяется туземцем-дикарём и только в финале сбрасывает «голый костюм», надетый поверх европейского платья). Впервые поставлена в 1909 году в Санкт-Петербурге театром «Кривое зеркало»; до 1927 года исполнялась в Ленинграде, Москве, Риге и Тбилиси. Последнее известное представление «Вампуки» в XX веке состоялось в 1930 году.
В 2005 году опера «Вампука, невеста африканская» поставлена Центром оперного пения Галины Вишневской. В 2010 году театр «Геликон-Опера» отметил своё двадцатилетие постановкой «Вампуки».